# 天津交通广播
天津广播电视台交通广播 (106.8 FM)，简称天津交通广播，是天津广播电视台的一套调频广播频率，以播出交通信息为主。该频率在天津电视塔发射，发射功率为10千瓦。